# Denis Giraudet
Denis Giraudet (16 de diciembre de 1955, Francia) es un copiloto de rally francés que compite en el Campeonato Mundial de Rally. Es el copiloto con más participaciones en el mundial, con 175 pruebas y ha competido con dieciocho pilotos diferentes en su trayectoria en el mundial y con diversas marcas como Toyota, Ford, Peugeot, Subaru, Škoda y ha logrado un total de cinco victorias y veinticinco podios. Además del campeonato del mundo también disputó pruebas del Campeonato de Europa de Rally, del Intercontinental Rally Challenge y pruebas de campeonatos nacionales, donde consiguió varias victorias y podios. En la década de los 90 consiguió nueve victorias en el europeo con César Baroni, François Chatriot y Armin Schwarz. También ganó en una prueba de Finlandia y otra de Suecia en 2002 y 2004 respectivamente con Thomas Rådström.
Debutó en el Rally de Montecarlo de 1981 con el piloto Paul Gardere a bordo de un Talbot Sunbeam de grupo 2. En los años 1980 disputó cinco veces la prueba monegasca y acudió además al Rally de Suecia en 1983. En 1991 corrió con Philippe Bugalski con el que consiguió su primer podio: en el Rally de Córcega de 1992 con un Lancia Delta HF Integrale. Al año siguiente solo disputó dos pruebas: Córcega, con François Chatriot, de nuevo tercero y Finlandia con Juha Kankkunen, donde consiguió su primera victoria, en la primera y única carrera que disputaría con el piloto finés. En 1995 inició su carrera con Didier Auriol con el que disputaría ochenta y una pruebas durante varios años pero de manera discontinua, combinando rallyes con otros pilotos. De 1997, año que corrió las cinco primeras pruebas del calendario con el alemán Armin Schwarz consiguiendo un podio en Portugal, a 2001 fue copiloto de Aruiol en Toyota. Posteriormente haría un parón para correr con el sueco Thomas Radstrom en un Citroën Xsara WRC logrando un podio en el Safari y en 2003 volvería al asiento de la derecha con Auriol esta vez en Škoda corriendo media temporada con el Škoda Octavia WRC y la otra media con el Škoda Fabia WRC. En 2004 hizo dos pruebas con Nicolas Bernardi en un Renault Clio S1600 y seis con Nicolas Vouilloz en un Peugeot 206 WRC. Desde ese año hasta 2011 disputó rallyes con Stéphane Sarrazin, Daniel Carlsson, Spyros Pavlides, Eyvind Brynildsen y desde 2011 hasta 2012 corrió con el ruso Evgeny Novikov en el equipo M-Sport World Rally Team con el que consiguió un segundo puesto en el Rally de Portugal de 2012.

## Palmarés

### Victorias en el Campeonato Mundial de Rally
| #  | Año  | Rally              | Piloto         | Automóvil               |
| -- | ---- | ------------------ | -------------- | ----------------------- |
| 1. | 1993 | Rally de Finlandia | Juha Kankkunen | Toyota Celica Turbo 4WD |
| 2. | 1995 | Rally de Córcega   | Didier Auriol  | Toyota Celica GT-Four   |
| 3. | 1998 | Rally Cataluña     | Didier Auriol  | Toyota Corolla WRC      |
| 4. | 1999 | Rally de China     | Didier Auriol  | Toyota Corolla WRC      |
| 5. | 2001 | Rally Cataluña     | Didier Auriol  | Peugeot 206 WRC         |